# 佐藤鉄太郎
佐藤 鉄太郎（佐藤 鐡太郎、さとう てつたろう、旧姓・下向、1866年8月22日（慶応2年7月13日） - 1942年（昭和17年）3月4日）は、日本の海軍軍人、貴族院議員、学習院教授。最終階級及び栄典は海軍中将・正三位・勲一等瑞宝章・功三級。族籍は山形県士族。

## 略歴
山形県鶴岡市出身。実父は庄内藩士・平向勇次郎。佐藤安之の養子となる。旧制鶴岡朝陽学校より海軍兵学校第14期入校。入校時成績順位51名中第6位、卒業時成績順位45名中第5位。
日清戦争に砲艦「赤城」航海長として参加。黄海海戦の際、艦長の坂元八郎太が戦死したため代わりに艦の指揮を執る。その後、海軍大学校教官などを経て、日露戦争には上村彦之丞率いる第2艦隊先任参謀として参加。仮装巡洋艦香港丸・日本丸の南洋派遣に同行。
日本海海戦ではロシア艦隊の偽装転進を見破り、的確な意見具申を行ったことで勝利に貢献した。
日露戦争後、海軍大学校選科学生在籍のまま同時に海軍大学校教官に任命されるという、一見すると矛盾のように見える人事を拝命するが、当時は海軍大学校が開設されて日も浅いことから学生のまま他方自己の専門分野を他の学生に教授する事例も存在した。
軍令部次長や海軍大学校校長、舞鶴鎮守府司令長官などを務めたが、加藤友三郎と軍縮を巡る見解の溝が埋まらず大正12年（1923年）に予備役に編入される。その後は学習院教授を経て1934年（昭和9年）、勅選の貴族院議員となる。
東條英教（東條英機の父）と並ぶ戦史研究の大家と称されていた。

## 日本海軍のイデオローグ
山本権兵衛は陸主海従の国防方針を海主陸従に転換すべく画策したが、その一策として明治32年（1899年）に佐藤鉄太郎を一年半イギリスへ派遣し、次いでアメリカへ8ヶ月駐在させた。佐藤は留学前からアメリカ海軍の戦略家マハンの著作を愛読していたが、これらの留学と戦史調査によりマハンの影響を大きく受け、帰国後に海軍大学校の教官となりその講義をまとめた『帝国国防論』は海軍大臣の山本権兵衛より明治天皇へ献上された。さらに『帝国国防史論』などを記して各界および世論を涵養し、海軍予算の獲得や制度的に海軍を陸軍並へ整備することを有利にした。また「日本のマハン」と呼ばれた。

## 人物像
- 幼い頃からどうしても海軍に入りたいと意思を持っていた佐藤は何とか両親を説得して上京することになる。しかし、当時の東北地方では戊辰戦争の際に朝敵とされたことから中央に対して好印象を持つ者が少なく、通っていた学校の教師などには何も告げず休み時間にこっそり学校を抜け出してそのまま上京した。
- 兵学校時代の確執から広瀬武夫と犬猿の仲であったが後に和解した。
- 海軍兵学校同期の小笠原長生とは、同じ伊庭想太郎の剣道道場に通っていたため交友があり、佐藤の妻・艶子は小笠原長生の妹である。
- 宗教は日蓮宗[2]。日蓮主義に共鳴する[3]。晩年は宗教に傾倒し、財産を喜捨したため家族を困惑させた[6]。住所は東京府北多摩郡武蔵野町吉祥寺[2]。

## 家族・親族
佐藤家
- 妻・艶子（1876年 - ?、子爵・小笠原長生の妹）[2]
- 長男[2]
- 二男[2]
- 長女（海軍中将・下村正助の妻）[2]
- 二女[2]
- 五女（海軍大将・岡田啓介の長男で海軍大佐・岡田貞外茂の妻）[2]

親戚
- 岡田啓介（内閣総理大臣、海軍大将）
- 妻の兄・小笠原長生（子爵、海軍中将）
- 妻の甥・小笠原章二郎（俳優）

## 年譜
- 慶応2年（1866年）8月22日 - 出羽国鶴岡城下（現・山形県鶴岡市）にて誕生。
- 明治17年（1884年）9月4日 - 海軍兵学校入校（入校時成績順位51名中第6位）。
- 明治18年（1885年）7月15日 - 学術及び品行優等章受章。
- 明治20年（1886年）
  - 7月25日 - 海軍兵学校卒業（卒業時成績順位45名仲第5位）。任 少尉候補生・砲艦「筑波」乗組。
  - 9月4日 - 練習艦遠洋航海出発。 サンフランシスコ→サンチアゴ→アカプルコ→パナマ→タヒチ→ホノルル方面巡航
- 明治21年（1887年）
  - 7月6日 - 帰着。
  - 8月1日 - 2等巡洋艦「浪速」乗組。
- 明治22年（1889年）
  - 6月7日 - 砲艦「大和」乗組。
  - 6月7日 - 任 海軍少尉・
  - 6月8日 - 砲艦「鳥海」分隊士兼航海士。
- 明治23年（1890年）12月15日 - 砲艦「鳥海」航海長心得。
- 明治24年（1891年）8月6日 - 海軍大学校丙号学生。
- 明治25年（1892年）
  - 7月28日 - 海軍大学校丙号卒業。
  - 8月2日 - 待命。
  - 10月6日 - 横須賀鎮守府附海兵団分隊長心得。
  - 12月21日 - 砲艦「赤城(初代)」航海長。
- 明治28年（1895年）
  - 9月28日 - 兼分隊長。
  - 12月14日 - 横須賀鎮守府附海兵団分隊長。
- 明治29年（1896年）
  - 4月6日 - 2等巡洋艦「浪速」航海長兼分隊長。
  - 6月5日 - 海軍省軍務局第1課僚。
- 明治30年（1897年）4月1日 - 海軍省軍務局軍事課僚。
- 明治31年（1898年）6月28日 - 任 海軍少佐。
- 明治32年（1899年）5月13日 - 在イギリス日本公使館附駐在武官。
- 明治34年（1901年）
  - 1月16日 - 在アメリカ日本公使館附駐在武官。
  - 10月12日 - 帰朝。
- 明治35年（1902年）
  - 1月10日 - 海軍大学校教官。
  - 7月8日 - 通報艦「宮古」副長。
  - 10月6日 - 任 海軍中佐・2等巡洋艦「厳島」副長。
- 明治36年（1903年）
  - 9月26日 - 装甲巡洋艦「出雲」副長。
  - 10月27日 - 常備艦隊参謀。
  - 12月28日 - 第2艦隊参謀。
- 明治38年（1905年）
  - 6月14日 - 戦艦「朝日」副長。
  - 12月20日 - 通報艦「龍田(初代)」艦長。
- 明治39年（1906年）1月25日 - 海軍大学校選科学生。
- 明治40年（1907年）
  - 4月22日 - 兼 海軍大学校教官。
  - 9月28日 - 任 海軍大佐。
  - 12月18日- 海軍大学校選科修了。
- 明治41年（1908年）9月25日 -2等巡洋艦「宗谷」艦長。

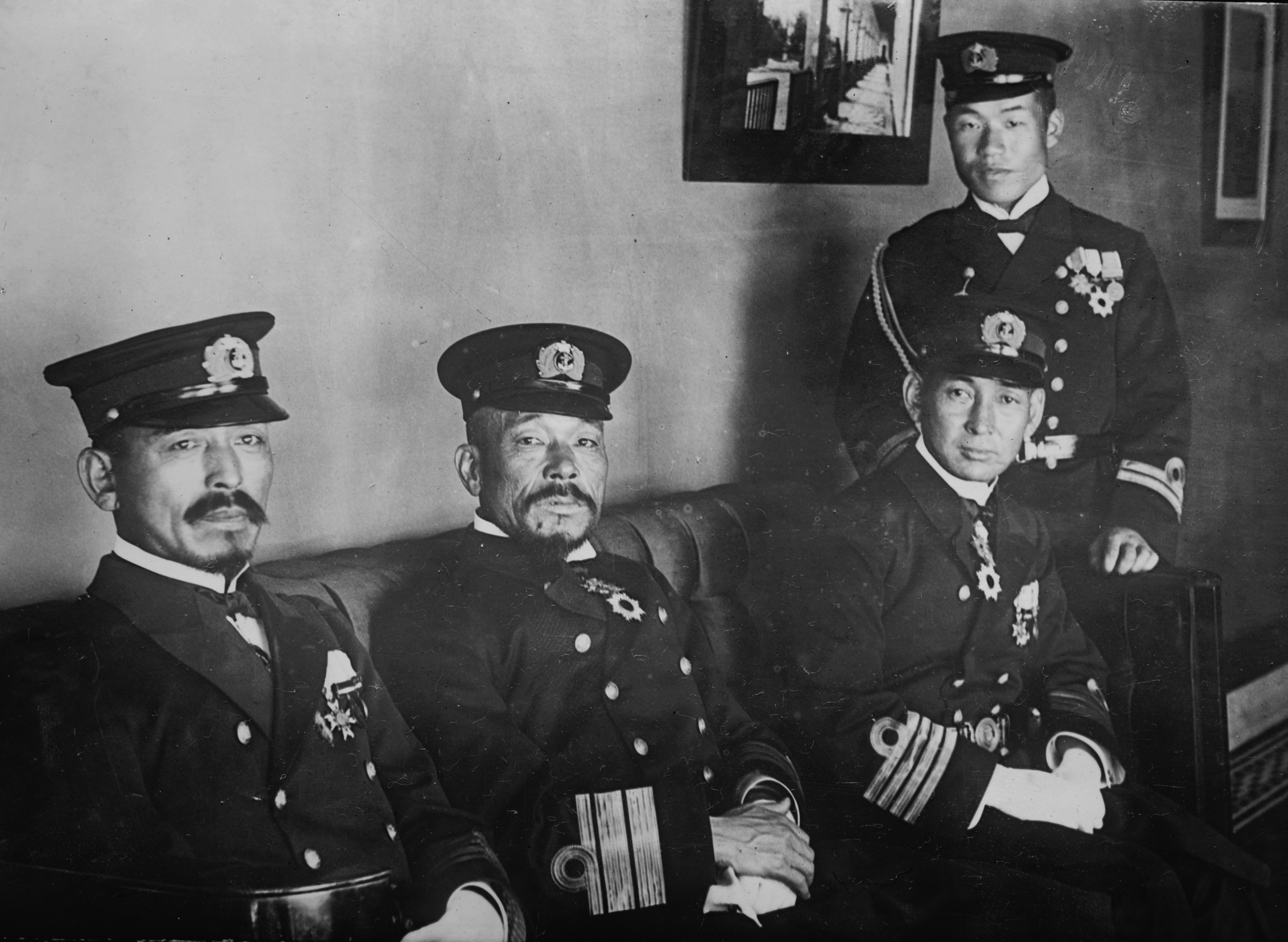
左から石井義太郎、伊地知彦次郎、
佐藤、下村延太郎

- 明治42年（1909年）10月1日 - 1等巡洋艦「阿蘇」艦長。
- 明治43年（1910年）9月26日 - 海軍大学校教官。
- 明治44年（1911年）5月20日 - 海軍大学校教頭兼教官。
- 大正元年（1912年）12月1日 - 任 海軍少将・兼 海軍省軍令部第4班長。
- 大正2年（1913年）12月1日 - 第1艦隊参謀長。
- 大正3年（1914年）4月17日 - 海軍省軍令部第1班長 兼 海軍大学校教官。
- 大正4年（1915年）
  - 8月10日 - 海軍省軍令部次長 兼将官会議議員。
  - 12月13日 - 海軍大学校長。
- 大正5年（1916年）12月1日 - 任 海軍中将。
- 大正9年（1920年）8月16日 - 舞鶴鎮守府司令長官。
- 大正10年（1921年）12月1日 - 将官会議議員。
- 大正11年（1922年）4月10日 - 待命。
- 大正12年（1923年）3月31日 - 予備役編入。
- 大正15年（1926年）7月13日 - 後備役編入。
- 昭和6年（1931年）7月13日 - 退役。
- 昭和9年（1934年）7月3日 - 貴族院勅選議員（- 1942年3月4日[7]）。
- 昭和17年（1942年）
  - 3月4日 - 死去。享年75。

## 栄典
位階
- 1891年（明治24年）12月14日 - 正八位[8]
- 1893年（明治26年）1月31日 - 従七位[9]
- 1895年（明治28年）11月26日 - 正七位[10]
- 1898年（明治31年）9月10日 - 従六位[11]
- 1902年（明治35年）12月25日 - 正六位[12]
- 1907年（明治40年）11月30日 - 従五位[13]
- 1913年（大正2年）2月10日 - 正五位[14][15]
- 1916年（大正5年）12月28日 - 従四位[14][16]
- 1920年（大正9年）11月30日 - 正四位[14][17]
- 1923年（大正12年）4月30日 - 従三位[14][18]
- 1942年（昭和17年）3月4日 - 正三位[19]

勲章等
- 1895年（明治28年）11月18日 - 勲六等瑞宝章・功五級金鵄勲章[14][20]・明治二十七八年従軍記章[21]
- 1901年（明治34年）11月30日 - 勲五等瑞宝章[22]
- 1905年（明治38年）5月30日 - 勲四等瑞宝章[14][23]
- 1906年（明治39年）4月1日 - 功三級金鵄勲章・勲三等旭日中綬章[14]・明治三十七八年従軍記章[24]
- 1915年（大正4年）
  - 5月29日 - 勲二等瑞宝章[14]
  - 11月7日 - 旭日重光章[14]・大正三四年従軍記章[25]
- 1920年（大正9年）11月1日 - 戦捷記章[26]
- 1921年（大正10年）7月1日 - 第一回国勢調査記念章[27]
- 1928年（昭和3年）11月10日 - 勲一等瑞宝章[14][28]
- 1940年（昭和15年）8月15日 - 紀元二千六百年祝典記念章[29]

## 主要著述物
- 帝国国防論
- 帝国国防史論・上巻（原書房） ISBN 4-562-00375-8 C3331
- 帝国国防史論・下巻（原書房） ISBN 4-562-00376-6 C3332
- 帝国国防新論
- 大日本海戦史談
- 海軍戦理学
- 新版『戦略論大系9 佐藤鉄太郎』戦略研究学会編・石川泰志編著（芙蓉書房出版、2006年）